# Flagge von Kap Verde
Die Flagge von Kap Verde wurde nach dem Bruch der Beziehungen zu Guinea-Bissau am 22. September 1992 offiziell eingeführt.

## Bedeutung
Die zehn gelben Sterne repräsentieren die zehn Inseln des Landes, wobei die kreisförmige Anordnung für die Nation und deren Einheit steht. Die Streifen symbolisieren (von unten nach oben): das Meer (blau), die Hoffnung (weiß), das Blut der Unabhängigkeitskämpfe (rot), den Frieden (weiß) und den Himmel (blau).
Über die Proportionen der Flagge gibt es verschiedene Angaben, sie variieren von meist 2:3 über 3:5, 10:17 bis ungefähr 4:7.

## Geschichte
Während der kolonialen Zeit wurde auf Kap Verde die Flagge Portugals verwendet. 1967 gab es einen Vorschlag, für die Kolonien zu der Flagge Portugals das jeweilige Wappen der Kolonie anzufügen. Der Vorschlag wurde aber nicht umgesetzt.
Die erste Nationalflagge von Kap Verde wurde am 5. Juli 1975 gehisst und am 19. April 1976 bestätigt. Durch die Ähnlichkeit der im panafrikanischen Stil gehaltenen Flagge mit der Flagge Guinea-Bissaus wurde die Verbundenheit mit Guinea-Bissau ausgedrückt. Das Emblem mit dem Maiskranz um den schwarzen Stern und der Muschel deutet auf den Haupterwerb des Staates hin, den Maisanbau und die Fischerei.

Flagge des portugiesischen Gouverneurs
Vorschlag für Kolonialflagge Kap Verdes 1967
Flagge von 1975 bis 1992

## Ähnlichkeit
Der Kreis aus gelben Sternen auf einem dunkelblauen Feld ähnelt der Europaflagge (die zwölf statt zehn Sterne zeigt).

Europaflagge